# Izredni politični vrh v Bruslju (2022)
Izredni vrh v Bruslju 2022 je bilo srečanje voditeljev držav in predsednikov vlad Nata, ki je potekalo 24. marca 2022 v Bruslju v Belgiji. Srečanje je potekalo po invaziji Rusije na Ukrajino leta 2022.
Na ta dan je Nato gostil srečanja voditeljev G7. Ukrajinski predsednik Volodimir Zelenski se je udeležil videokonference in nagovoril vrh. Zelenski je od držav Nata zahteval, da Ukrajini zagotovijo vojaško opremo, vključno z letali, tanki in oklepnimi vozili. Pozval je tudi, da Nato vzpostavi območje prepovedi letenja za preprečevanje zračnih in raketnih napadov v Ukrajini. Na vrhu so se nekatere države Nata zavezale, da bodo povečale vojaške izdatke.
Na vrhu so se voditelji dogovorili tudi o podaljšanju mandata generalnega sekretarja Jensa Stoltenberga še za eno leto do septembra 2023.
Po vrhu so voditelji izdali skupno izjavo, v kateri obsojajo ruske napade na civiliste in Rusijo pozvali, naj nemudoma prekine vojaške operacije v Ukrajini, kot je to teden dni pred zasedanjem odredilo Meddržavno sodišče.

## Prisotni voditelji držav članic in drugi dostojanstveniki
- Belgija – Predsednik vlade Alexander De Croo
- Bolgarija – Predsednik Rumen Radev
- Kanada – Predsednik vlade Justin Trudeau
- Hrvaška – Predsednik Zoran Milanović
- Češka – Predsednik vlade Petr Fiala
- Danska – Predsednik vlade Mette Frederiksen
- Estonija – Predsednica vlade Kaja Kallas
- Francija – Predsednik Emmanuel Macron
- Nemčija – Kancler Olaf Scholz
- Grčija – Predsednik vlade Kyriakos Mitsotakis
- Madžarska – Predsednik vlade Viktor Orbán
- Islandija – Predsednica vlade Katrín Jakobsdóttir
- Italija – Predsednik vlade Mario Draghi
- Japonska – Predsednik vlade Fumio Kishida
- Latvija – Predsednik Egils Levits
- Litva – Predsednik Gitanas Nausėda
- Luksemburg – Predsednik vlade Xavier Bettel
- Črna gora – Predsednik Milo Đukanović
- Nizozemska – Predsednik vlade Mark Rutte
- Severna Makedonija – Predsednik vlade Dimitar Kovačevski
- Norveška – Predsednik vlade Jonas Gahr Støre
- Poljska – Predsednik Andrzej Duda
- Portugalska – Predsednik vlade António Costa
- Romunija – Predsednik Klaus Iohannis
- Slovaška – Predsednica Zuzana Čaputová
- Slovenija – Predsednik vlade Janez Janša
- Španija – Predsednik vlade Pedro Sánchez
- Turčija – Predsednik Recep Tayyip Erdoğan
- Ukrajina – Predsednik Volodimir Zelenski (video nagovor)
- Združeno kraljestvo – Predsednik vlade Boris Johnson
- ZDA – Predsednik Joe Biden
- NATO – Generalni sekretar Jens Stoltenberg
- Evropska unija – Predsednica Komisije Ursula von der Leyen